# Трудай
Трудай (лит. Trūdai) — село в восточной части Литвы. Входит в состав Швенченеляйского староства Швянчёнского района. По данным переписи Литвы 2011 года, население Трудая составляло 274 человека.

## География
Село Трудай расположено в центральной части района. Примыкает к юго-восточной части города Швенченеляй. Расстояние до районного центра, города Швянчёнис, составляет 10 километров.

## Население
| 1905                           | 1931 | 1959 | 1970 | 1979 | 1989 | 2001 | 2011 |
| ------------------------------ | ---- | ---- | ---- | ---- | ---- | ---- | ---- |
| 9                              | 22   | 19   | 52   | 119  | 294  | 333  | 274  |
| Гистограмма динамики населения |      |      |      |      |      |      |      |